# イングスJBS
株式会社イングスJBSは、大阪市中央区に本社を置く、放送機器のレンタル会社。

## 概要
映像機器・音響機器・放送・業務用機材のレンタル、ディスク・VTRテープ販売、編集などを行う。
営業所には福岡ブランチ、グループ会社には広島拠点のイングスJBSプラス株式会社、並びにジャパンブロードキャストソリューションズ株式会社がある。